# Кармен Посадас
Ка́рмен Поса́дас (ісп. Carmen de Posadas Mañé нар. 13 серпня 1953, Монтевідео) — уругвайська письменниця.

## Життєпис
Дочка дипломата. Після 1965 р. жила з родиною в Іспанії, Аргентині, Великій Британії. 
Навчалася у Великій Британії, вступила до Оксфордського університету, але кинула заняття вже на першому курсі. Одружилася, народила двох дочок (пізніше з однією з них, Софією, кілька разів виступала у співавторстві). З 1985 р. має, окрім уругвайського, іспанське громадянство. Проживає в Іспанії. Веде програму на іспанському телебаченні.

## Творчість
Дебютувала в 1980 р. як дитячий письменник, їй належать 13 книжок для дітей. Надалі писала новели, романізовані біографії, романи, нерідко — з детективним сюжетом, сатиричні есе, кіносценарії. Остання книга на сьогодні — роман «Запрошення до вбивства» (ісп. Invitación a un asesinato 2010).

## Визнання
Національна літературна премія Іспанії (1984). Премія видавництва «Планета» за роман «Маленькі підлості» (1998). Премія з культури автономного співтовариства Мадрид (2008). Книги Кармен Посадас перекладені більш ніж 20 мовами, зокрема китайською.